# Phalacrus seriepunctatus
Phalacrus seriepunctatus is een keversoort uit de familie glanzende bloemkevers (Phalacridae). De wetenschappelijke naam van de soort werd in 1863 gepubliceerd door Brisout de Barnevillein Grenier.